# Giải quần vợt Barcelona Mở rộng

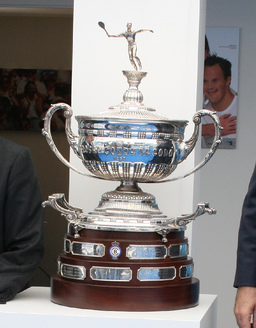
Cúp của năm 2008

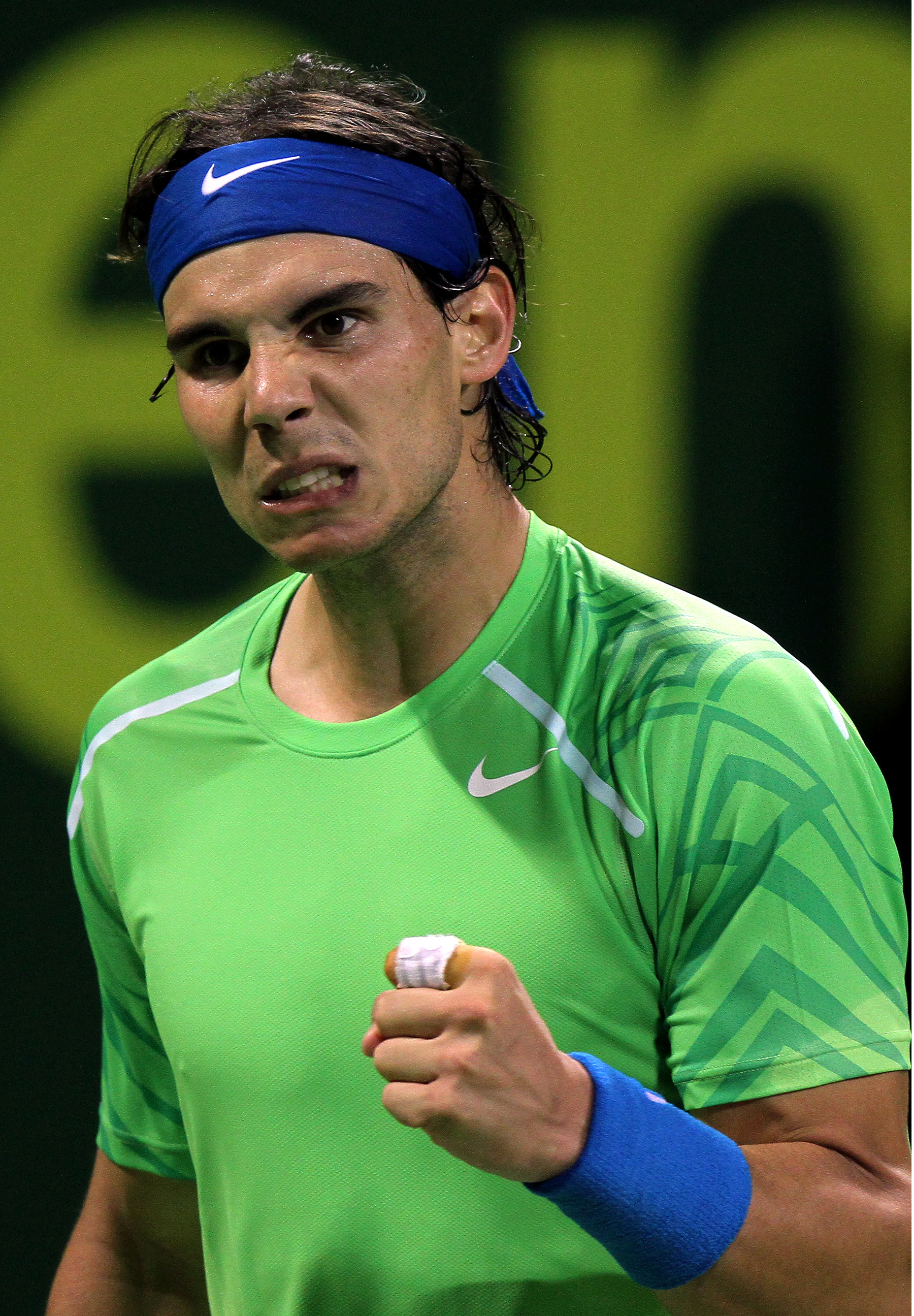
Rafael Nadal sẽ thắng giành hiệu này đến chín lần trong các năm năm 2005, 2006, 2007, năm 2008, năm 2009, 2011, 2012, 2013 và 2016

Giải quần vợt Barcelona Mở rộng (hiện được tài trợ bởi Banc Sabadell) là giải quần vợt chuyên nghiệp nam. Sự kiện tổ chức ở Barcelona, Catlonia, Tây Ban Nha hằng năm từ 1953, và được chơi trên sân đát nện tại Real Club de Tenis Barcelona. Nó là sự kiện của Grand Prix tennis Circuit giưa năm (1970-1989) đồng ý năm 1971 khi nó đã là 1 phần của World Championship Tennis (WCT) circuit, mặc dù nó cũng mở rộng đến non-WCT players. Giải đấu là 1 phần của 500 series ở trên Hiệp hội quần vợt nhà nghề. Nó hiện giờ có thể hiểu là Torneo Godó, Trofeo Conde de Godó, và Open Banc Sabadell.
Nó là giải đấu quan trọng thứ 2 ở Tây Ban Nha sau giải đấu quan trọng nhất trên của Hiệp hội quần vợt nhà nghề sau giải Madrid Master và các sự kiện thường mất trí trong trận đấu cuối tuần của cuối cùng của tháng tư, khi nhiệt độ ở Barcelona trung bình một ngày cao đến 19 °C. Rafael Nadal đã giành được danh hiệu đơn năm đến chín lần.

## Chung kết trong quá khứ

### Đơn
| Năm  | Nhà vô địch         | Á quân                 | Tỷ số                        |
| ---- | ------------------- | ---------------------- | ---------------------------- |
| 1953 | Vic Seixas          | Enrique Morea          | 6–3, 6–4, 22–20              |
| 1954 | Tony Trabert        | Vic Seixas             | 6–0, 6–1, 6–3                |
| 1955 | Art Larsen          | Budge Patty            | 7–5, 3–6, 7–5, 2–6, 6–4      |
| 1956 | Herbert Flam        | Bob Howe               | 6–2, 6–3, 6–0                |
| 1957 | Herbert Flam (2)    | Mervyn Rose            | 6–4, 4–6, 6–3, 6–4           |
| 1958 | Sven Davidson       | Mervyn Rose            | 4–6, 6–2, 7–5, 6–1           |
| 1959 | Neale Fraser        | Roy Emerson            | 6–2, 6–4, 3–6, 6–2           |
| 1960 | Andrés Gimeno       | Giuseppe Merlo         | 6–1, 6–2, 6–1                |
| 1961 | Roy Emerson         | Manuel Santana         | 6–4, 6–4, 6–1                |
| 1962 | Manuel Santana      | Ramanathan Krishnan    | 3–6, 6–3, 6–4, 8–6           |
| 1963 | Roy Emerson (2)     | Juan Manuel Couder     | 0–6, 6–4, 6–3, 4–6, 6–3      |
| 1964 | Roy Emerson (3)     | Manuel Santana         | 2–6, 7–5, 6–3, 6–3           |
| 1965 | Juan Gisbert        | Martin Mulligan        | 6–4, 4–6, 6–1, 2–6, 6–2      |
| 1966 | Thomaz Koch         | Nikola Pilić           | 6–3, 6–2, 3–6, 7–5           |
| 1967 | Martin Mulligan     | Rafael Osuna           | 5–7, 7–5, 6–4, 6–3           |
| 1968 | Martin Mulligan (2) | Ingo Buding            | 6–0, 6–1, 6–0                |
| 1969 | Manuel Orantes      | Manuel Santana         | 6–4, 7–5, 6–4                |
| 1970 | Manuel Santana (2)  | Rod Laver              | 6–4, 6–3, 6–4                |
| 1971 | Manuel Orantes (2)  | Bob Lutz               | 6–4, 6–3, 6–4                |
| 1972 | Jan Kodeš           | Manuel Orantes         | 6–3, 6–2, 6–3                |
| 1973 | Ilie Năstase        | Manuel Orantes         | 2–6, 6–1, 8–6, 6–4           |
| 1974 | Ilie Năstase (2)    | Manuel Orantes         | 8–6, 9–7, 6–3                |
| 1975 | Björn Borg          | Adriano Panatta        | 1–6, 7–6(7-5), 6–3, 6–2      |
| 1976 | Manuel Orantes (3)  | Eddie Dibbs            | 6–1, 2–6, 2–6, 7–5, 6–4      |
| 1977 | Björn Borg (2)      | Manuel Orantes         | 6–2, 7–5, 6–2                |
| 1978 | Balázs Taróczy      | Ilie Năstase           | 1–6, 7–5, 4–6, 6–3, 6–4      |
| 1979 | Hans Gildemeister   | Eddie Dibbs            | 6–4, 6–3, 6–1                |
| 1980 | Ivan Lendl          | Guillermo Vilas        | 6–4, 5–7, 6–4, 4–6, 6–1      |
| 1981 | Ivan Lendl (2)      | Guillermo Vilas        | 6–0, 6–3, 6–0                |
| 1982 | Mats Wilander       | Guillermo Vilas        | 6–3, 6–4, 6–3                |
| 1983 | Mats Wilander (2)   | Guillermo Vilas        | 6–0, 6–3, 6–1                |
| 1984 | Mats Wilander (3)   | Joakim Nyström         | 7–6(7-5), 6–4, 0–6, 6–2      |
| 1985 | Thierry Tulasne     | Mats Wilander          | 0–6, 6–2, 3–6, 6–4, 6–0      |
| 1986 | Kent Carlsson       | Andreas Maurer         | 6–2, 6–2, 6–0                |
| 1987 | Martín Jaite        | Mats Wilander          | 7–6(7-5), 6–4, 4–6, 0–6, 6–4 |
| 1988 | Kent Carlsson (2)   | Thomas Muster          | 6–3, 6–3, 3–6, 6–1           |
| 1989 | Andrés Gómez        | Horst Skoff            | 6–4, 6–4, 6–2                |
| 1990 | Andrés Gómez (2)    | Guillermo Pérez Roldán | 6–0, 7–6(7-3), 3–6, 0–6, 6–2 |
| 1991 | Emilio Sánchez      | Sergi Bruguera         | 6–4, 7–6(9–7), 6–2           |
| 1992 | Carlos Costa        | Magnus Gustafsson      | 6–4, 7–6(7–3), 6–4           |
| 1993 | Andrei Medvedev     | Sergi Bruguera         | 6–7(7–9), 6–3, 7–5, 6–4      |
| 1994 | Richard Krajicek    | Carlos Costa           | 6–4, 7–6(8–6), 6–2           |
| 1995 | Thomas Muster       | Magnus Larsson         | 6–2, 6–1, 6–4                |
| 1996 | Thomas Muster (2)   | Marcelo Ríos           | 6–3, 4–6, 6–4, 6–1           |
| 1997 | Albert Costa        | Albert Portas          | 7–5, 6–4, 6–4                |
| 1998 | Todd Martin         | Alberto Berasategui    | 6–2, 1–6, 6–3, 6–2           |
| 1999 | Félix Mantilla      | Karim Alami            | 7–6(7–2), 6–3, 6–3           |
| 2000 | Marat Safin         | Juan Carlos Ferrero    | 6–3, 6–3, 6–4                |
| 2001 | Juan Carlos Ferrero | Carlos Moyà            | 4–6, 7–5, 6–3, 3–6, 7–5      |
| 2002 | Gastón Gaudio       | Albert Costa           | 6–4, 6–0, 6–2                |
| 2003 | Carlos Moyà         | Marat Safin            | 5–7, 6–2, 6–2, 3–0 RET.      |
| 2004 | Tommy Robredo       | Gastón Gaudio          | 6–3, 4–6, 6–2, 3–6, 6–3      |
| 2005 | Rafael Nadal        | Juan Carlos Ferrero    | 6–1, 7–6(7–4), 6–3           |
| 2006 | Rafael Nadal (2)    | Tommy Robredo          | 6–4, 6–4, 6–0                |
| 2007 | Rafael Nadal (3)    | Guillermo Cañas        | 6–3, 6–4                     |
| 2008 | Rafael Nadal (4)    | David Ferrer           | 6–1, 4–6, 6–1                |
| 2009 | Rafael Nadal (5)    | David Ferrer           | 6–2, 7–5                     |
| 2010 | Fernando Verdasco   | Robin Söderling        | 6–3, 4–6, 6–3                |
| 2011 | Rafael Nadal (6)    | David Ferrer           | 6–2, 6–4                     |
| 2012 | Rafael Nadal (7)    | David Ferrer           | 7–6(7–1), 7–5                |
| 2013 | Rafael Nadal (8)    | Nicolás Almagro        | 6–4, 6–3                     |
| 2014 | Kei Nishikori       | Santiago Giraldo       | 6–2, 6–2                     |
| 2015 | Kei Nishikori (2)   | Pablo Andújar          | 6–4, 6–4                     |
| 2016 | Rafael Nadal (9)    | Kei Nishikori          | 6–4, 7–5                     |
| 2017 | Rafael Nadal (10)   | Dominic Thiem          | 6-4, 6-1                     |

### Đôi
| Năm  | Nhà vô địch                          | Á quân                               | Tỷ số                    |
| ---- | ------------------------------------ | ------------------------------------ | ------------------------ |
| 1953 | Enrique Morea Vic Seixas             | Jaime Bartrolí Lennart Bergelin      | 6–3, 3–6, 6–3, 6–1       |
| 1954 | Vic Seixas Tony Trabert              | Jack Arkinstall Malcolm Fox          | 6–3, 6–4, 6–2            |
| 1955 | Mervyn Rose George Worthington       | Art Larsen Budge Patty               | 6–2, 2–6, 6–2, 6–1       |
| 1956 | Don Candy Lew Hoad                   | Bob Howe Art Larsen                  | 6–1, 6–1, 6–2            |
| 1957 | Bob Howe Mervyn Rose                 | Herbert Flam Sidney Schwartz         | 6–3, 6–3, 5–7, 6–1       |
| 1958 | Jaroslav Drobný Budge Patty          | Mervyn Rose Warren Woodcock          | 7–5, 6–3, 6–2            |
| 1959 | Roy Emerson Neale Fraser             | Luis Ayala Rod Laver                 | 6–2, 4–6, 6–4, 13–11     |
| 1960 | Roy Emerson Neale Fraser             | José Luis Arilla Andrés Gimeno       | 6–4, 6–0, 6–4            |
| 1961 | Bob Hewitt Fred Stolle               | Bob Mark Manuel Santana              | 2–6, 6–3, 6–4, 6–4       |
| 1962 | Roy Emerson Neale Fraser             | Bob Hewitt Fred Stolle               | 8–6, 8–6, 6–4            |
| 1963 | Roy Emerson Manuel Santana           | José Luis Arilla Eduardo Soriano     | 5–7, 6–2, 3–6, 7–5, 6–3  |
| 1964 | Roy Emerson Ken Fletcher             | José Mandarino Eduardo Soriano       | 6–3, 8–6, 1–6, 5–7, 6–3  |
| 1965 | Roy Emerson Ramanathan Krishnan      | José Luis Arilla Manuel Santana      | 6–2, 6–1, 6–1            |
| 1966 | Roy Emerson Fred Stolle              | Thomaz Koch José Mandarino           | 9–7, 6–4                 |
| 1967 | Thomaz Koch José Mandarino           | Ramanathan Krishnan Rafael Osuna     | 6–2, 6–4, 8–6            |
| 1968 | Carlos Fernandes Patricio Rodríguez  | Thomaz Koch José Mandarino           | 6–2, 3–6, 6–3, 6–1, 6–4  |
| 1969 | Manuel Orantes Patricio Rodríguez    | Terry Addison Ray Keldie             | 8–10, 6–3, 6–1, 5–7, 6–2 |
| 1970 | Lew Hoad Manuel Santana              | Andrés Gimeno Rod Laver              | 6–4, 9–7, 7–5            |
| 1971 | Željko Franulović Juan Gisbert       | Cliff Drysdale Andrés Gimeno         | 7–6, 6–2, 7–6            |
| 1972 | Juan Gisbert Manuel Orantes          | Frew McMillan Ilie Năstase           | 6–3, 3–6, 6–4            |
| 1973 | Ilie Năstase Tom Okker               | Antonio Muñoz Manuel Orantes         | 4–6, 6–3, 6–2            |
| 1974 | Juan Gisbert Ilie Năstase            | Manuel Orantes Guillermo Vilas       | 3–6, 6–0, 6–2            |
| 1975 | Björn Borg Guillermo Vilas           | Wojciech Fibak Karl Meiler           | 3–6, 6–4, 6–3            |
| 1976 | Brian Gottfried Raúl Ramírez         | Bob Hewitt Frew McMillan             | 7–6, 6–4                 |
| 1977 | Wojciech Fibak Jan Kodeš             | Bob Hewitt Frew McMillan             | 6–0, 6–4                 |
| 1978 | Željko Franulović Hans Gildemeister  | Jean-Louis Haillet Gilles Moretton   | 6–1, 6–4                 |
| 1979 | Paolo Bertolucci Adriano Panatta     | Carlos Kirmayr Cassio Motta          | 6–4, 6–3                 |
| 1980 | Steve Denton Ivan Lendl              | Pavel Složil Balázs Taróczy          | 6–2, 6–7, 6–3            |
| 1981 | Anders Järryd Hans Simonsson         | Andrés Gómez Hans Gildemeister       | 6–1, 6–4                 |
| 1982 | Anders Järryd Hans Simonsson         | Carlos Kirmayr Cassio Motta          | 6–3, 6–2                 |
| 1983 | Anders Järryd Hans Simonsson         | Jim Gurfein Erick Iskersky           | 7–5, 6–3                 |
| 1984 | Pavel Složil Tomáš Šmíd              | Martín Jaite Víctor Pecci            | 6–2, 6–0                 |
| 1985 | Sergio Casal Emilio Sánchez          | Jan Gunnarsson Michael Mortensen     | 6–3, 6–3                 |
| 1986 | Jan Gunnarsson Joakim Nyström        | Carlos di Laura Claudio Panatta      | 6–3, 6–4                 |
| 1987 | Miloslav Mečíř Tomáš Šmíd            | Javier Frana Christian Miniussi      | 6–1, 6–2                 |
| 1988 | Sergio Casal Emilio Sánchez          | Claudio Mezzadri Diego Pérez         | 6–4, 6–3                 |
| 1989 | Gustavo Luza Christian Miniussi      | Sergio Casal Tomáš Šmíd              | 6–3, 6–3                 |
| 1990 | Andrés Gómez Javier Sánchez          | Sergio Casal Emilio Sánchez          | 7–6(7-1), 7–5            |
| 1991 | Horacio de la Peña Diego Nargiso     | Boris Becker Eric Jelen              | 3–6, 7–6(7-2), 6–4       |
| 1992 | Andrés Gómez Javier Sánchez          | Ivan Lendl Karel Nováček             | 6–4, 6–4                 |
| 1993 | Shelby Cannon Scott Melville         | Sergio Casal Emilio Sánchez          | 7–6(7-4), 6–1            |
| 1994 | Yevgeny Kafelnikov David Rikl        | Jim Courier Javier Sánchez           | 5–7, 6–1, 6–4            |
| 1995 | Trevor Kronemann David Macpherson    | Andrea Gaudenzi Goran Ivanišević     | 6–2, 6–4                 |
| 1996 | Luis Lobo Javier Sánchez             | Neil Broad Piet Norval               | 6–1, 6–3                 |
| 1997 | Alberto Berasategui Jordi Burillo    | Pablo Albano Àlex Corretja           | 6–3, 7–5                 |
| 1998 | Jacco Eltingh Paul Haarhuis          | Ellis Ferreira Rick Leach            | 7–5, 6–0                 |
| 1999 | Paul Haarhuis Yevgeny Kafelnikov     | Massimo Bertolini Cristian Brandi    | 7–5, 6–3                 |
| 2000 | Nicklas Kulti Mikael Tillström       | Paul Haarhuis Sandon Stolle          | 6–2, 6–7(2–7), 7–6(7–5)  |
| 2001 | Donald Johnson Jared Palmer          | Tommy Robredo Fernando Vicente       | 7–6(7–2), 6–4            |
| 2002 | Michael Hill Daniel Vacek            | Lucas Arnold Ker Gastón Etlis        | 6–4, 6–4                 |
| 2003 | Bob Bryan Mike Bryan                 | Chris Haggard Robbie Koenig          | 6–4, 6–3                 |
| 2004 | Mark Knowles Daniel Nestor           | Mariano Hood Sebastián Prieto        | 4–6, 6–3, 6–4            |
| 2005 | Leander Paes Nenad Zimonjić          | Feliciano López Rafael Nadal         | 6–3, 6–3                 |
| 2006 | Mark Knowles Daniel Nestor           | Mariusz Fyrstenberg Marcin Matkowski | 6–2, 6–7(4-7), [10–5]    |
| 2007 | Andrei Pavel Alexander Waske         | Rafael Nadal Tomeu Salvà             | 6–3, 7–6(7–1)            |
| 2008 | Bob Bryan Mike Bryan                 | Mariusz Fyrstenberg Marcin Matkowski | 6–3, 6–2                 |
| 2009 | Daniel Nestor Nenad Zimonjić         | Mahesh Bhupathi Mark Knowles         | 6–3, 7–6(11–9)           |
| 2010 | Daniel Nestor Nenad Zimonjić         | Lleyton Hewitt Mark Knowles          | 4–6, 6–3, [10–6]         |
| 2011 | Santiago González Scott Lipsky       | Bob Bryan Mike Bryan                 | 5–7, 6–2, [12–10]        |
| 2012 | Mariusz Fyrstenberg Marcin Matkowski | Marcel Granollers Marc López         | 2–6, 7–6(9–7), [10–8]    |
| 2013 | Alexander Peya Bruno Soares          | Robert Lindstedt Daniel Nestor       | 5–7, 7–6(9–7), [10–4]    |
| 2014 | Jesse Huta Galung Stéphane Robert    | Daniel Nestor Nenad Zimonjić         | 6–3, 6–3                 |
| 2015 | Marin Draganja Henri Kontinen        | Jamie Murray John Peers              | 6–3, 6–7(6–8), [11–9]    |
| 2016 | Bob Bryan Mike Bryan                 | Pablo Cuevas Marcel Granollers       | 7–5, 7–5                 |
| 2017 | Florin Mergea Aisam-ul-Haq Qureshi   | Philipp Petzschner Alexander Peya    | 6–4, 6–3                 |

### Già
| Năm  | Nhà vô địch                     | Á quân         | Vị trí thứ ba                           | Vị trí thứ tư  |
| ---- | ------------------------------- | -------------- | --------------------------------------- | -------------- |
| 2006 | Sergi Bruguera 6–1, 6–4         | Carlos Costa   | Richard Krajicek 6–7(6–8), 6–4, [10–7]  | John McEnroe   |
| 2007 | Sergi Bruguera 4–6, 6–1, [10–2] | Jordi Arrese   | Cédric Pioline 6–2, 7–5                 | John McEnroe   |
| 2008 | Marcelo Ríos 6–3, 6–3           | Michael Stich  | Cédric Pioline 7–6(7–5), 3–1 r.         | Albert Costa   |
| 2009 | Félix Mantilla 6–4, 6–1         | Albert Costa   | Magnus Gustafsson 6–7(3–7), 6–2, [11–9] | Anders Järryd  |
| 2010 | Goran Ivanišević 6–4, 6–4       | Thomas Enqvist | Joan Balcells 6–0, 6–3                  | Wayne Ferreira |

## Số liệu thống kê

### Danh hiệu theo quốc gia
| #  | Quốc gia                                    | ST | SF | DT | DF | TT | TF | Tổng cộng |
| -- | ------------------------------------------- | -- | -- | -- | -- | -- | -- | --------- |
| 1  | Spain                                       | 24 | 24 | 16 | 28 | 40 | 52 | 92        |
| 2  | Australia                                   | 6  | 6  | 22 | 14 | 28 | 20 | 48        |
| 3  | United States                               | 6  | 5  | 19 | 13 | 25 | 18 | 43        |
| 4  | Sweden                                      | 8  | 6  | 11 | 3  | 19 | 9  | 28        |
| 5  | Argentina                                   | 2  | 8  | 6  | 11 | 8  | 19 | 27        |
| 6  | Brazil                                      | 1  | 0  | 4  | 9  | 5  | 9  | 14        |
| 7  | Czechoslovakia / Czech Republic             | 3  | 0  | 7  | 3  | 10 | 3  | 13        |
| 8  | South Africa                                | 0  | 0  | 0  | 10 | 0  | 10 | 10        |
| 9  | Italy                                       | 0  | 2  | 3  | 4  | 3  | 6  | 9         |
| 10 | Poland                                      | 0  | 0  | 3  | 5  | 3  | 5  | 8         |
| 14 | Chile                                       | 1  | 1  | 3  | 2  | 4  | 3  | 7         |
| 14 | Netherlands                                 | 1  | 0  | 5  | 1  | 6  | 1  | 7         |
| 14 | Romania                                     | 2  | 1  | 3  | 1  | 5  | 2  | 7         |
| 14 | Yugoslavia / Serbia and Montenegro / Serbia | 0  | 1  | 5  | 1  | 5  | 2  | 7         |
| 16 | Canada                                      | 0  | 0  | 4  | 2  | 4  | 2  | 6         |
| 16 | Germany                                     | 0  | 2  | 1  | 3  | 1  | 5  | 6         |
| 19 | Austria                                     | 2  | 2  | 1  | 0  | 3  | 2  | 5         |
| 19 | Ecuador                                     | 2  | 0  | 2  | 1  | 4  | 1  | 5         |
| 19 | India                                       | 0  | 1  | 2  | 2  | 2  | 3  | 5         |
| 23 | Bahamas                                     | 0  | 0  | 2  | 2  | 2  | 2  | 4         |
| 23 | France                                      | 1  | 0  | 1  | 2  | 2  | 2  | 4         |
| 23 | Mexico                                      | 0  | 1  | 2  | 1  | 2  | 2  | 4         |
| 23 | Russia                                      | 1  | 1  | 2  | 0  | 3  | 1  | 4         |
| 25 | Great Britain                               | 0  | 0  | 1  | 2  | 1  | 2  | 3         |
| 25 | Japan                                       | 2  | 1  | 0  | 0  | 2  | 1  | 3         |
| 28 | Croatia                                     | 0  | 0  | 1  | 1  | 1  | 1  | 2         |
| 28 | Hungary                                     | 1  | 0  | 0  | 1  | 1  | 1  | 2         |
| 28 | Uruguay                                     | 0  | 0  | 0  | 2  | 0  | 2  | 2         |
| 37 | Colombia                                    | 0  | 1  | 0  | 0  | 0  | 1  | 1         |
| 37 | Denmark                                     | 0  | 0  | 0  | 1  | 0  | 1  | 1         |
| 37 | Finland                                     | 0  | 0  | 1  | 0  | 1  | 0  | 1         |
| 37 | Morocco                                     | 0  | 1  | 0  | 0  | 0  | 1  | 1         |
| 37 | Paraguay                                    | 0  | 0  | 0  | 1  | 0  | 1  | 1         |
| 37 | Peru                                        | 0  | 0  | 0  | 1  | 0  | 1  | 1         |
| 37 | Slovakia                                    | 0  | 0  | 1  | 0  | 1  | 0  | 1         |
| 37 | Switzerland                                 | 0  | 0  | 0  | 1  | 0  | 1  | 1         |
| 37 | Ukraine                                     | 1  | 0  | 0  | 0  | 1  | 0  | 1         |

### Nhà vô địch của danh hiệu đơn nhiều nhất
- Rafael Nadal: 9 (2005-2009, 2011-2013 và 2016-2017)

### Nhà vô địch của nhất đôi nhiều nhất
- Roy Emerson: 7 (năm 1959, năm 1960 và 1962 w/viễn tưởng; 1963 w/Santana; 1964 w/Fletcher; 1965 w/ly ngày, và năm 1966 w/Stolle)

### Tham dự nhiều trận chung kết nhất
- Rafael Nadal: 10 (người chiến thắng trong 2005-2009, 2011-2013 và 2016-2017)